# Tito Júlio Máximo Manliano Broco Serviliano
Tito Júlio Máximo Manliano Broco Serviliano (em latim: Titus Julius Maximus Manlianus Brocchus Servilianus) foi um senador romano nomeado cônsul sufecto para o nundínio de julho a setembro de 112 com Públio Estertínio Quarto. Seu nome completo era Tito Júlio Máximo Manliano Broco Serviliano Aulo Quadrônio [Vero?] Lúcio Servílio Vácia Cássio Cam[ars].

## Carreira
A primeira parte da carreira política de Manliano é conhecida a partir de uma inscrição encontrada em Nemauso em reconhecimento ao seu patrocínio de Calagurritanus, na Hispânia Citerior. Seu primeiro posto foi entre os decemviri stlibus judicandis, um dos quatro comitês dos vigintiviri reservados para jovens que aspiravam entrar para o Senado Romano. Em seguida, serviu como sevir equitum Romanorum, um posto cuja missão era realizar a revisão anual dos equestres de Roma. Depois, Manliano foi tribuno da Legio V Macedonica, onde foi condecorado, provavelmente por sua atuação na campanha dácia de Domiciano (86-88). A base da V Macedonica era a Síria durante o reinado de Domiciano, mas ela foi utilizada, inteira ou em parte (vexillatio), em Oescus em 81, para substituir a III Gallica. Depois disto, Manliano foi questor na Hispânia Bética, um posto que lhe permitiu entrar para o Senado (adlectio). Em seguida foi edil curul e pretor.
Terminado seu mandato como pretor, Manliano foi nomeado juridicus na Hispânia Tarraconense e foi provavelmente durante este período que ele começou a formar sua rede de relacionamentos que levaram ao seu patrocínio de Calagurritanus. Em seguida, Manliano foi nomeado legado de duas legiões em sucessão, a I Adiutrix e a IV Flavia Felix, um feito raro durante o período imperial, provavelmente por causa das guerras dácias de Trajano. A inscrição de Nemauso termina neste ponto, mas, a partir de um diploma militar, sabemos que ele foi nomeado governador da recém-criada província imperial da Panônia Inferior, provavelmente de 107 a 111.
Depois disto, Manliano foi cônsul em 112 e desapareceu dos registros históricos.